# إشنانيات
الإشنانيات (الاسم العلمي Salicornioideae)، فُصيلة نباتات مزهرة تتبع فصيلة القطيفية. أنواعها منتشرة في كافة أنحاء العالم.